# Galerina marginata
Galerina marginata (August Batsch, 1789 ex Robert Kühner (1935), sin. Pholiota marginata (August Batsch, 1789 ex Lucien Quélet, 1872), din încrengătura Basidiomycota, în familia Hymenogastraceae și de genul Galerina, denumită în popor ghebă de brad, este, împreună cu variația ei brună Galerina tomnatica, una din cele mai otrăvitoare ciuperci cunoscute. Acest burete este o specie saprofită care crește în grupuri cu multe exemplare pe cioturi și bușteni în putrefacție și se poate găsi în România, Basarabia și Bucovina de Nord în primul rând în păduri de conifere, mai rar în cele foioase, de la câmpie până la munte. O regăsim pe tot parcursul anului, dar perioada favorită de dezvoltare o are din septembrie până în noiembrie.

## Descriere

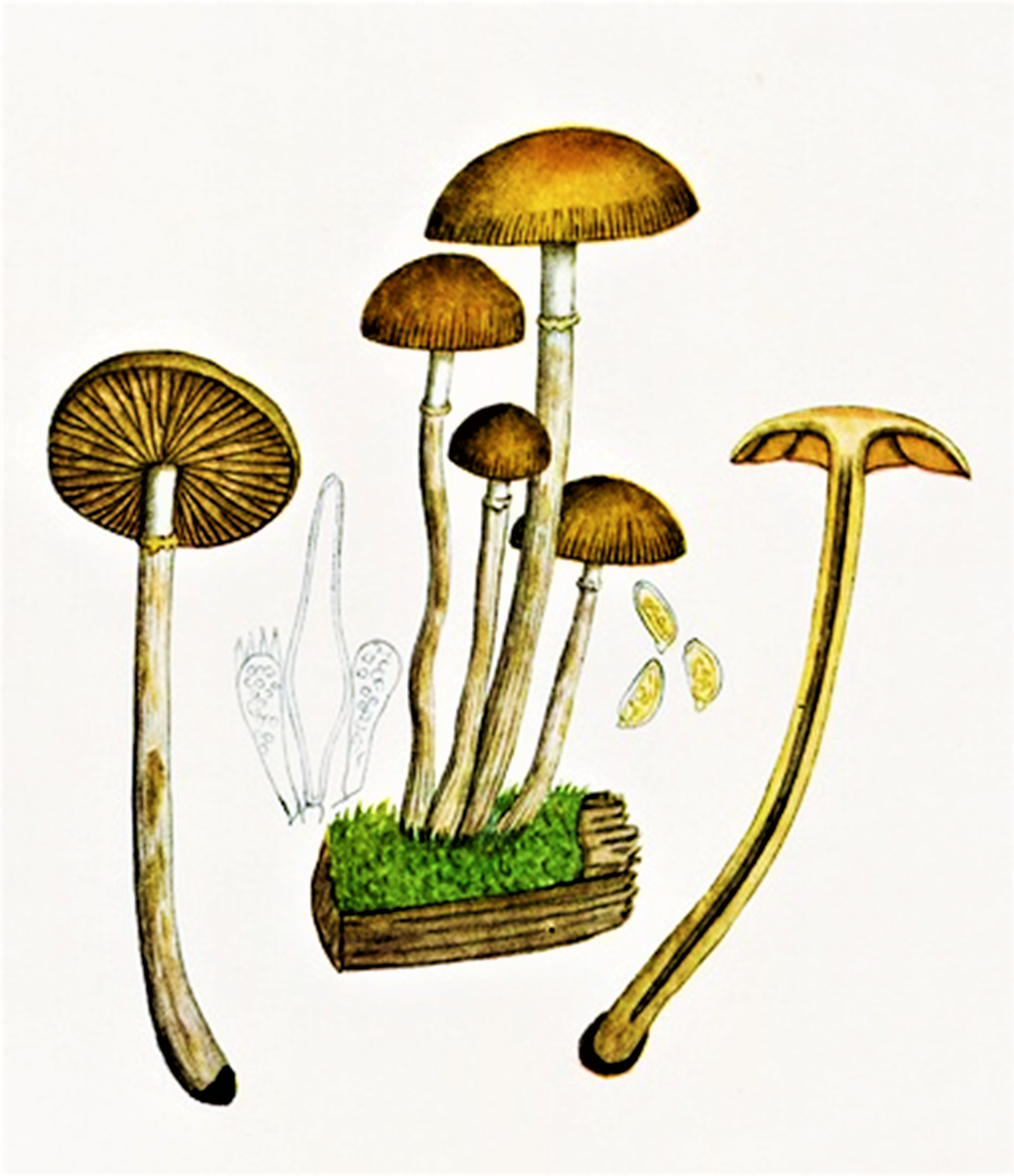
Bres.: Pholiota marginata

- Pălăria: are un diametru de 1,5–4 cm, este destul de subțire, la început convexă, turtit conică, aplatizând odată cu maturizarea, cu marginea ondulată și canelată. Cuticula este umedă și lipicioasă la exemplarele tinere, fiind netedă și câteodată brăzdată. Coloritul variază între un brun de scorțișoară și ocru-deschis, dar în totdeauna cu partea centrală mai închisă la culoare.
- Lamelele: sunt înguste, aderate până ușor decurente la picior, aglomerate și înalte, bifurcate și adesea ondulate, la început gălbui-maronii, devenind cu vârsta maronii ca cuticula. Când este tânăr, buretele prezintă o cortină deasă și ocru-albicioasă (rest al vălului parțial = velum partiale) care rupe după scurt timp și dispare odată cu maturizarea, rămășitele devenind parte a marginii pălăriei precum al inelului în jurul tijei.
- Piciorul: are o înălțime de 4–7 cm și o lățime de 0,3-0,7 cm, este cilindric, foarte subțire, arcuit când crește în grup, uscat și gol pe interior, fin brumat și aproape albicios spre cuticulă, iar mătăsos cu nuanțe de ocru spre bază, mereu cu un aspect fibros.  Prezintă o zonă inelară chiar și la exemplarele mai bătrâne. Când este tânăr, prezintă o manșetă (rest al vălului parțial = velum partiale) albicios, ce a acoperit originar lamelele, pierzând-o odată cu maturizarea.
- Carnea: este moale, maronie, subțire, nesemnificativă, cu miros și gust de făină proaspătă.[3][4]
- Caracteristici microscopice: are spori deschis maronii, ovoidali până elipsoidali în formă de alună cu o membrană (suprafață) groasă, verucoasă, plină de riduri, cu o depresiune netedă, unde sporul a fost odată atașat prin sterigma la basidie (celula care poartă spori) precum cu un apendice la bază, fiind mai slab ornamentați în această zonă. Au o mărime de 8-10 cu 5-6,5 microni. Pulberea lor este maroniu-ruginie. Basidiile poartă 4 spori (rareori numai două), sunt aproximativ cilindrice, cu o bază ușor conică și măsoară 21-29 cu 5-8,4 microni.[5]

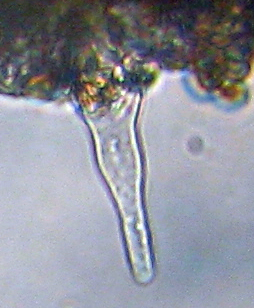
G. marginata, cistidie
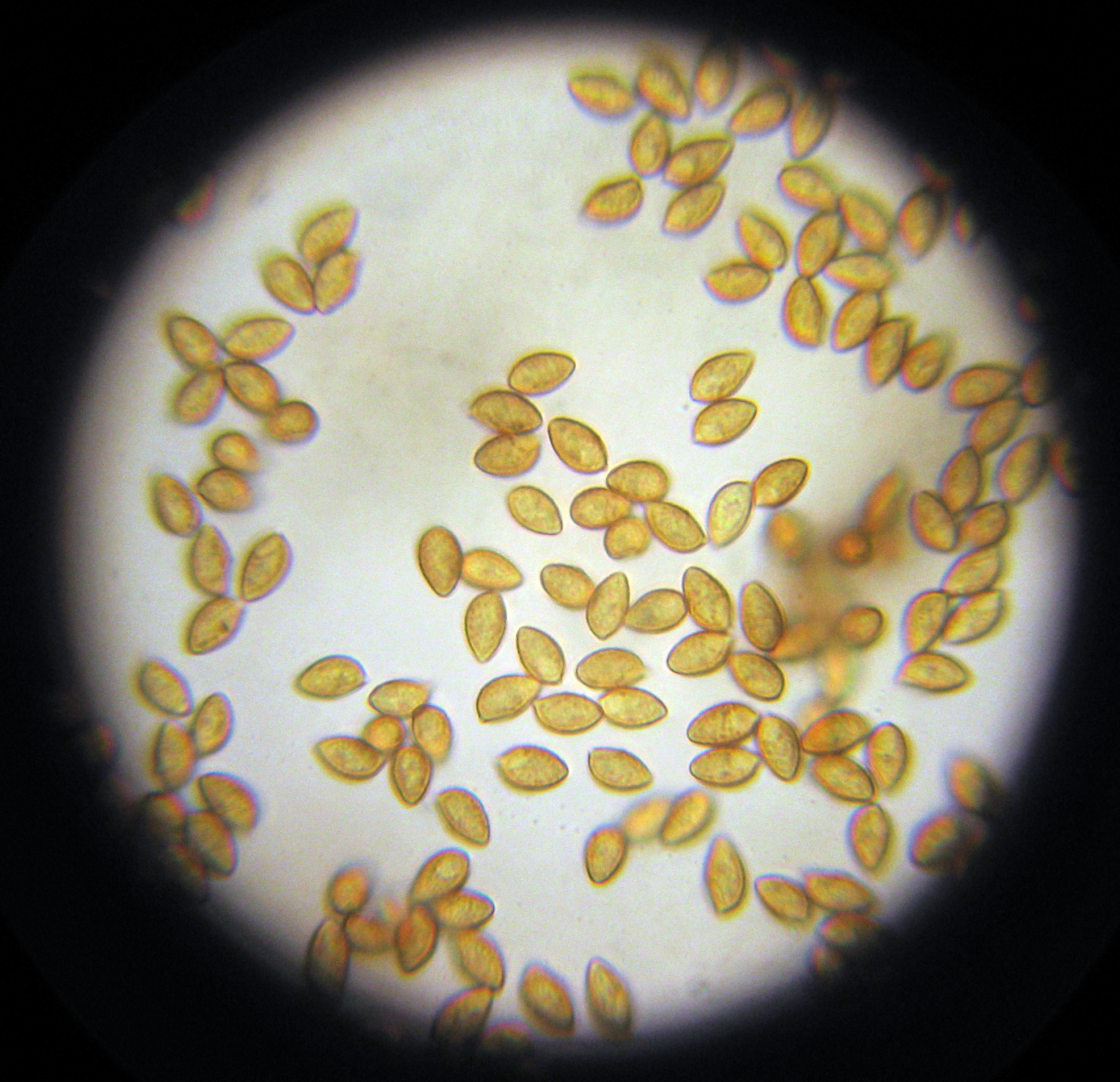
G. marginata, spori
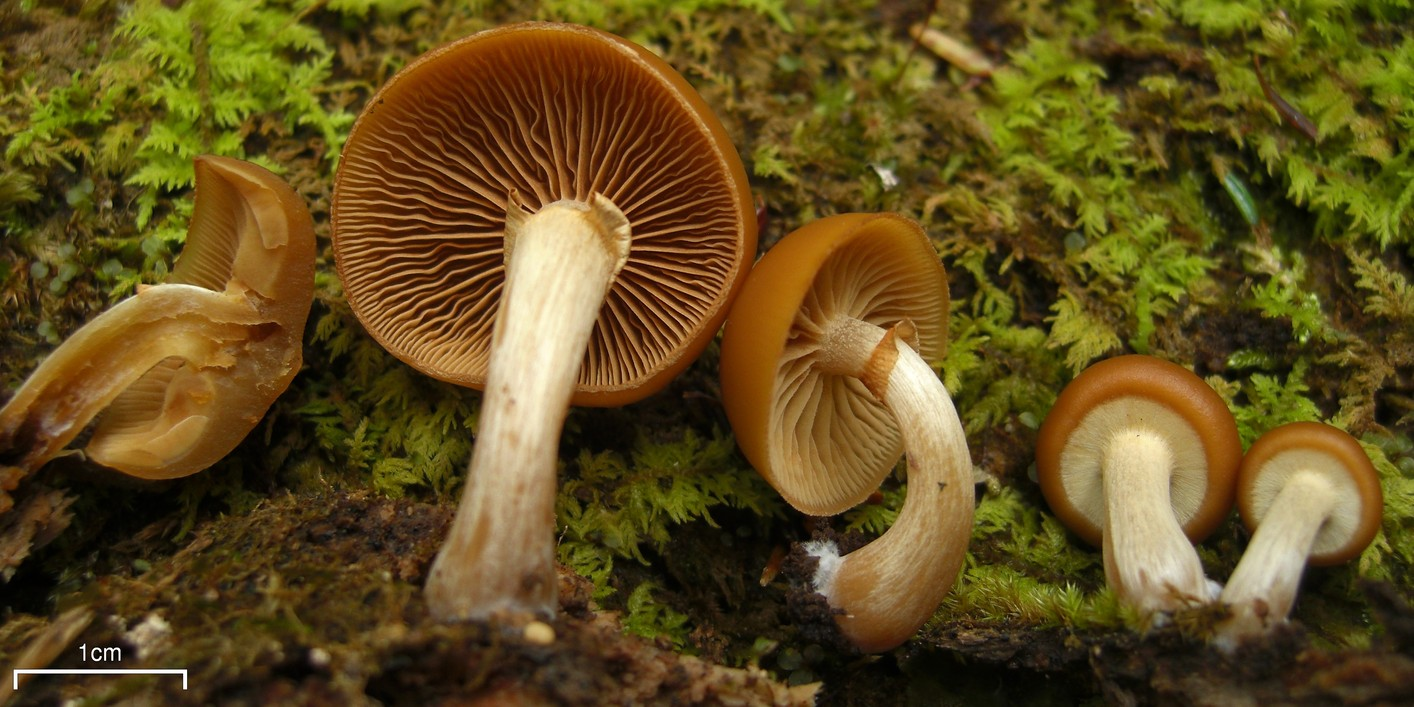
G. marginata: lamele, văl, inel și picior
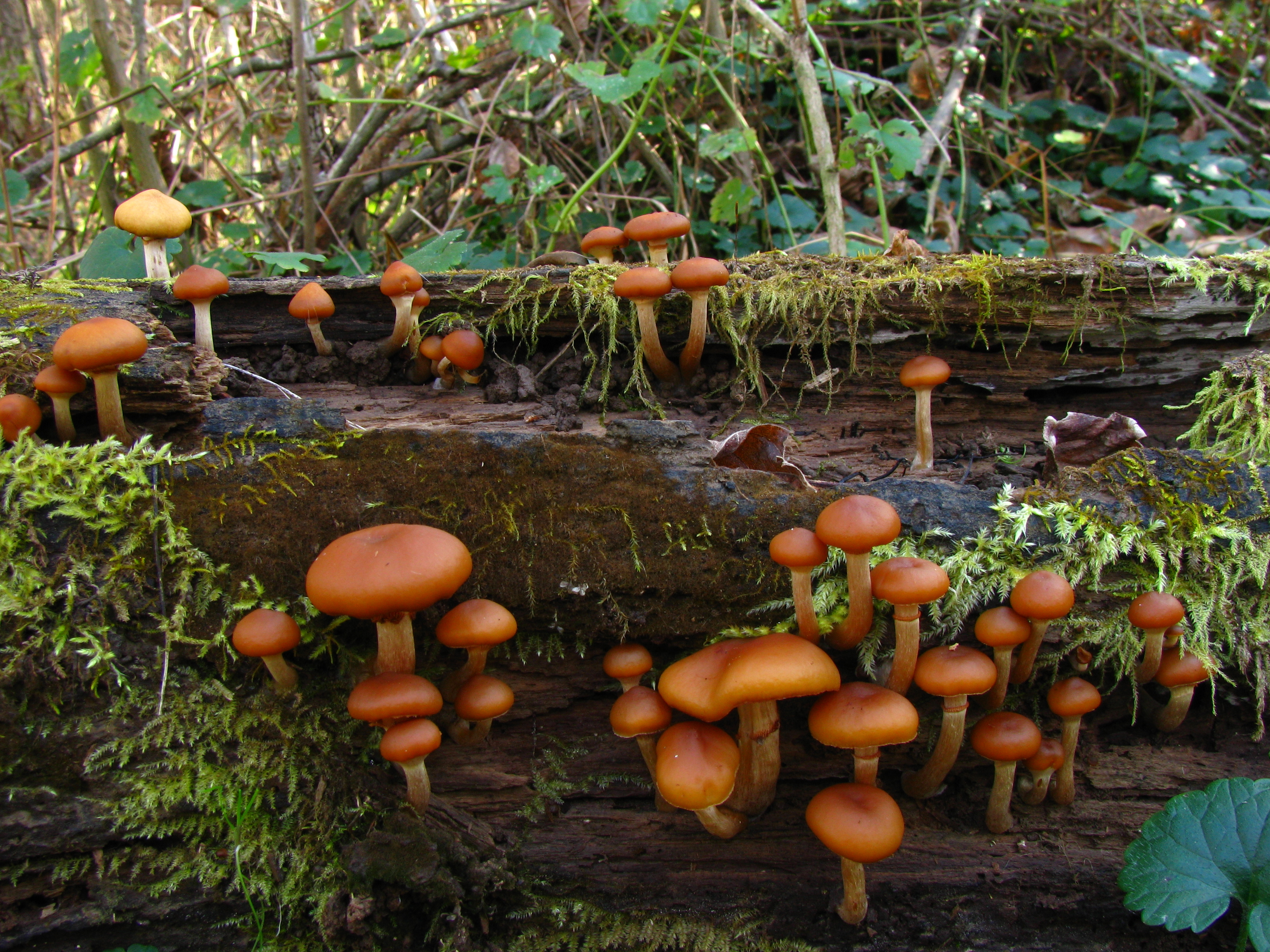
G. marginata tinere
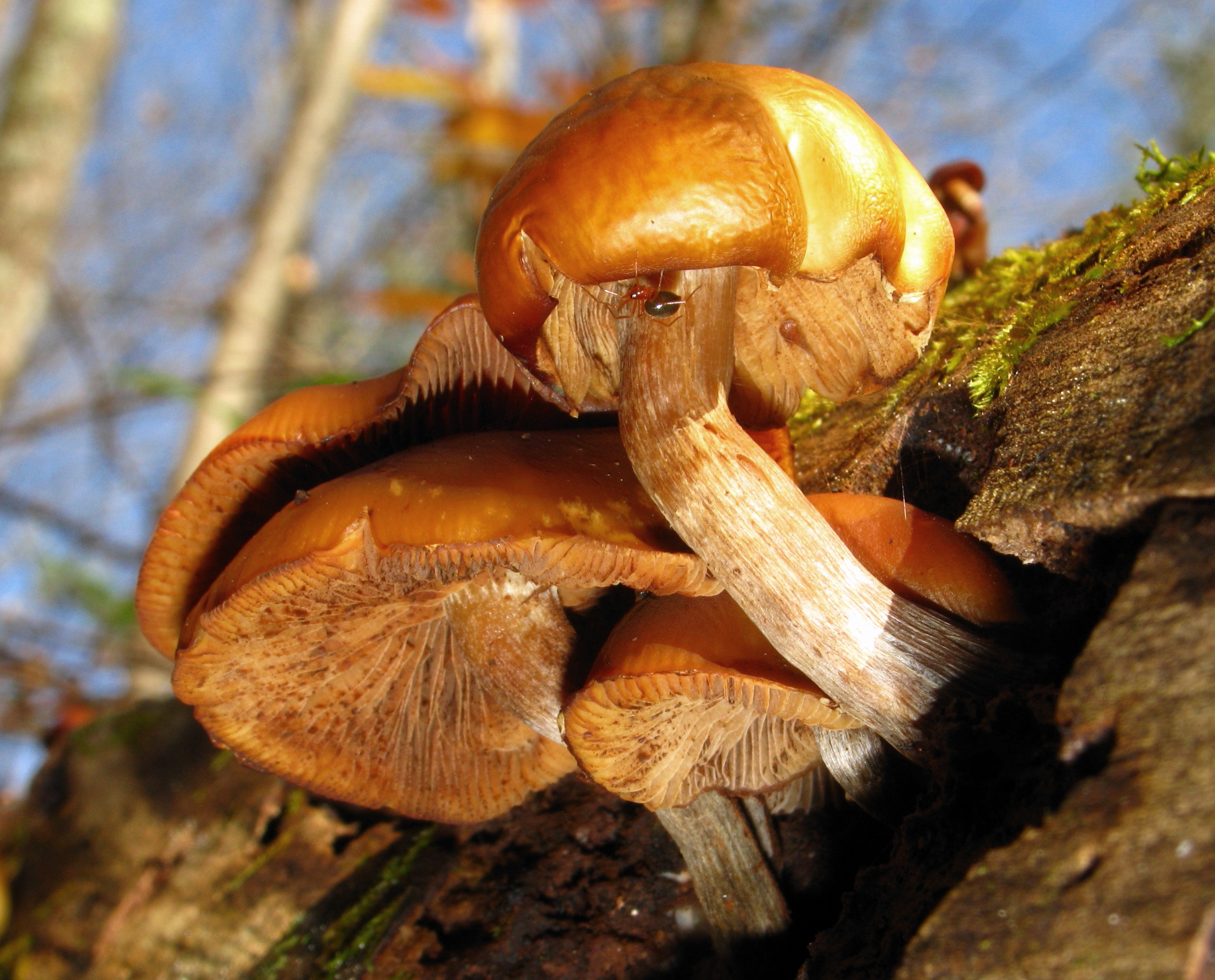
G. marginata bătrâne
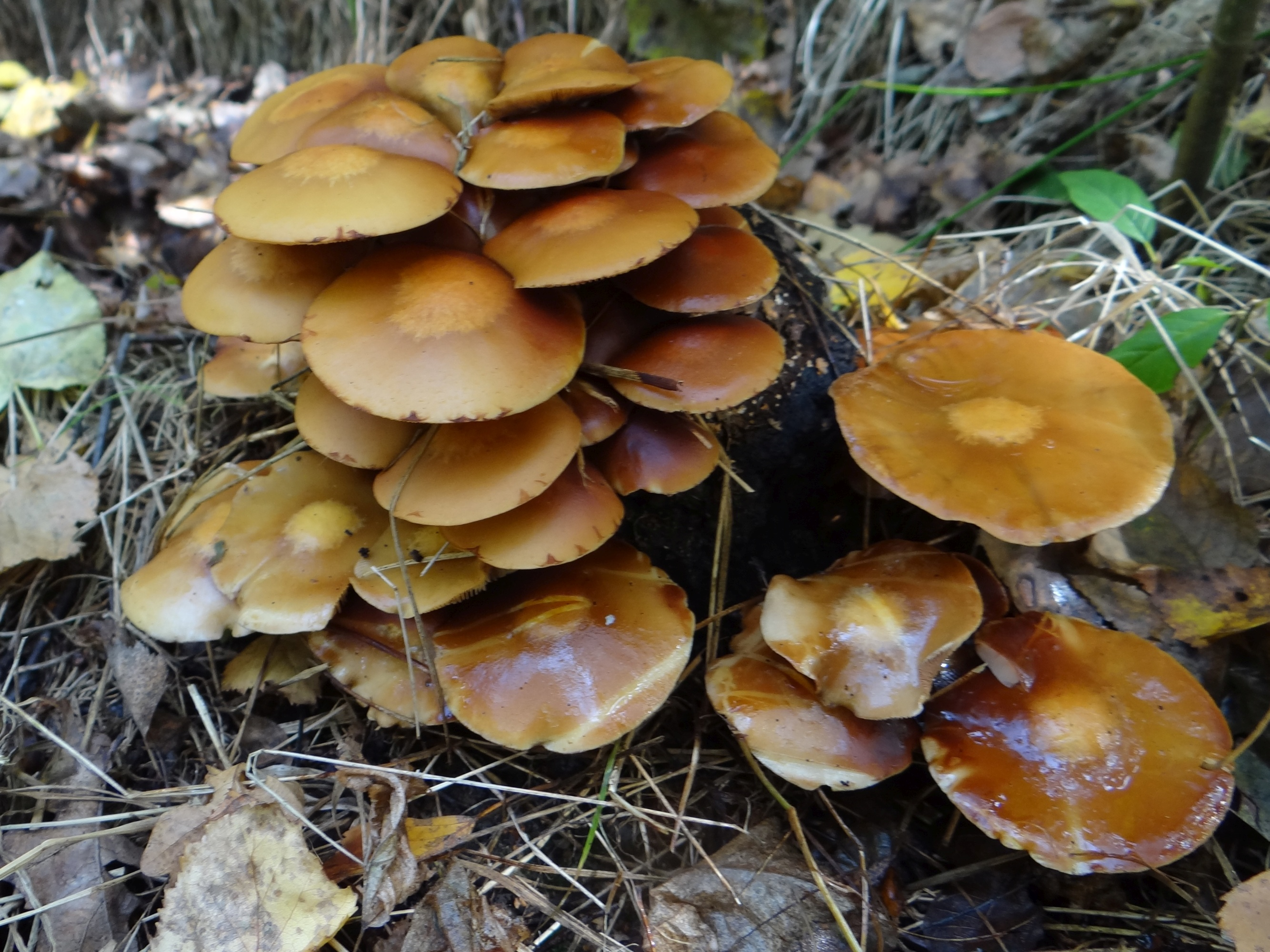
Galerina marginata, grup mare

## Toxicitate
Galerina marginata, precum și variația ei Galerina tomnatica, conțin toxine ce au o acțiune plasmotoxică accentuată. Amatoxinele (amanitinele α, β, γ, δ, ε), derivate ale octapeptidelor biciclice, sunt responsabile pentru insuficiența hepatică severă. Mai departe, toxinele acționează asupra sistemului nervos. Acestea includ intensificarea musculaturii stomacului, secreția intensă al sucului gastric, diareea și voma. Ciupercile sunt responsabile pentru intoxicații mortale prin ingestie. Primele simptome apar de la 8 ore până la 3 zile după consumarea lor. Se tratează foarte greu cu ajutorul fala- și amatoxinei (antidotul Antanamid, obținut din Amanita phalloides), Penicilinei G, Thioctacidului (medicament pe bază de acid lipoic) precum vitaminelor C și K. Pentru o investigație științifică au fost culese 27 de Galerina marginata din diferite locații franceze. Cantitatea de amanitină în diversele exemplare ale acestei specii a fost mai mare decât cea din unele Amanita phalloides.

## Confuzii
Galerina marginata se poate confunda cu alte specii saprofite care cresc pe lemnul atrofiat. Spre deosebire de acestea, ea are întotdeauna partea centrală a cuticulei mai închisă la culoare. Acest fapt este unul din caracteristicile pe baza căreia poate fi recunoscută față de ciupercile comestibile  Kuehneromyces mutabilis, sin. Pholiota mutabilis (gheba ciobanilor), Laccaria proxima, Flammula alnicola sin. Pholiota alnicola  Flammulina velutipes (ciuperca de iarnă), Psathyrella candolleana, sau Psathyrella piluliformis.. Se mai poate confunda cu Agrocybe praecox (comestibilă), Conocybe filaris sin. Pholiotina filaris (letală). Hypholoma fasciculare  sau Hypholoma lateritium sin. Hypholoma sublateritium, ambele amare și otrăvitoare, dar și cu gustoasa Hypholoma capnoides. De asemenea, există mai multe specii din genul Galerina care sunt asemănătoare (de exemplu G. mycenopsis, G. paludosa, G. rubiginosa), toate fiind toxice.

## Ciuperci asemănătoare

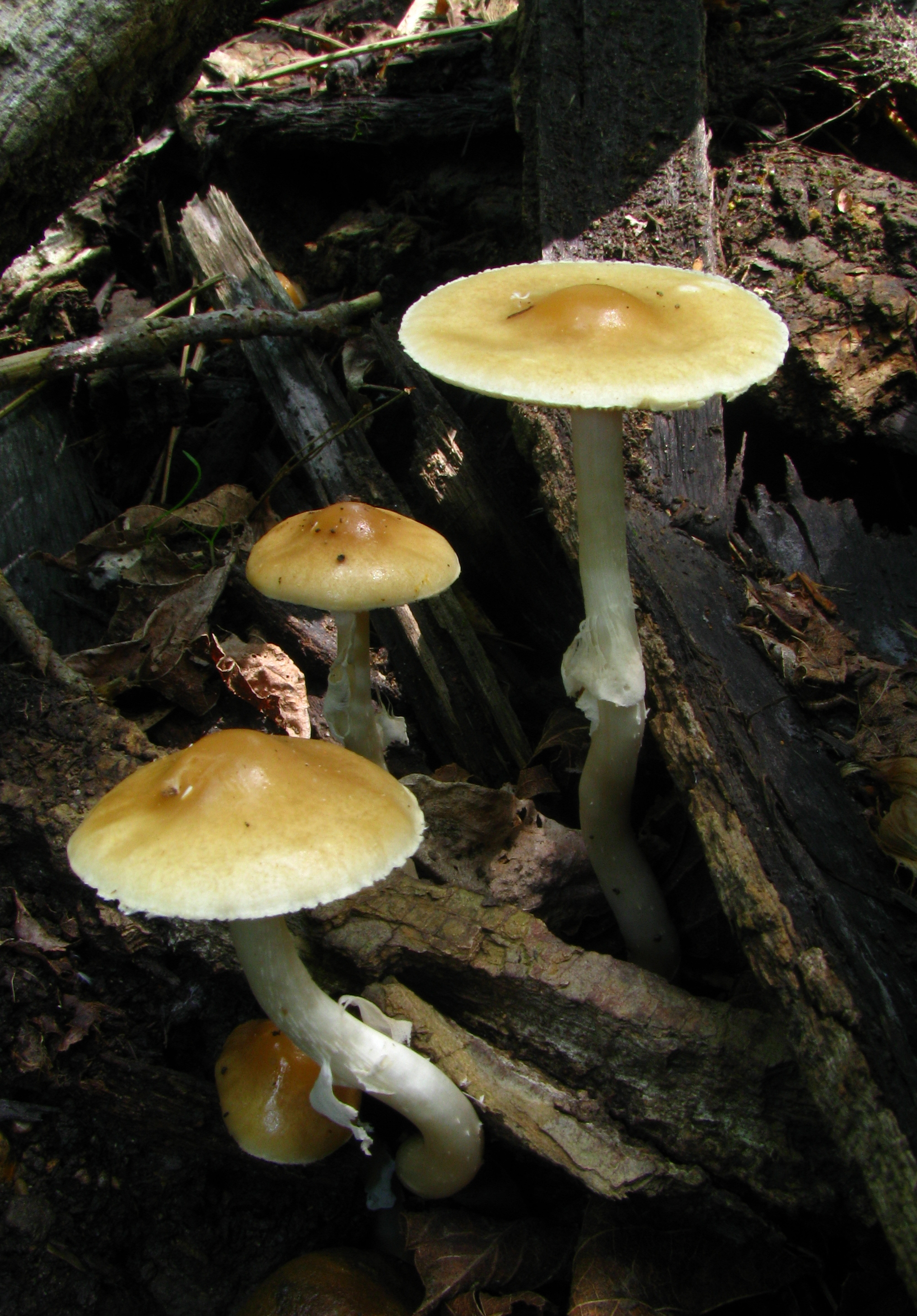
Agrocybe praecox
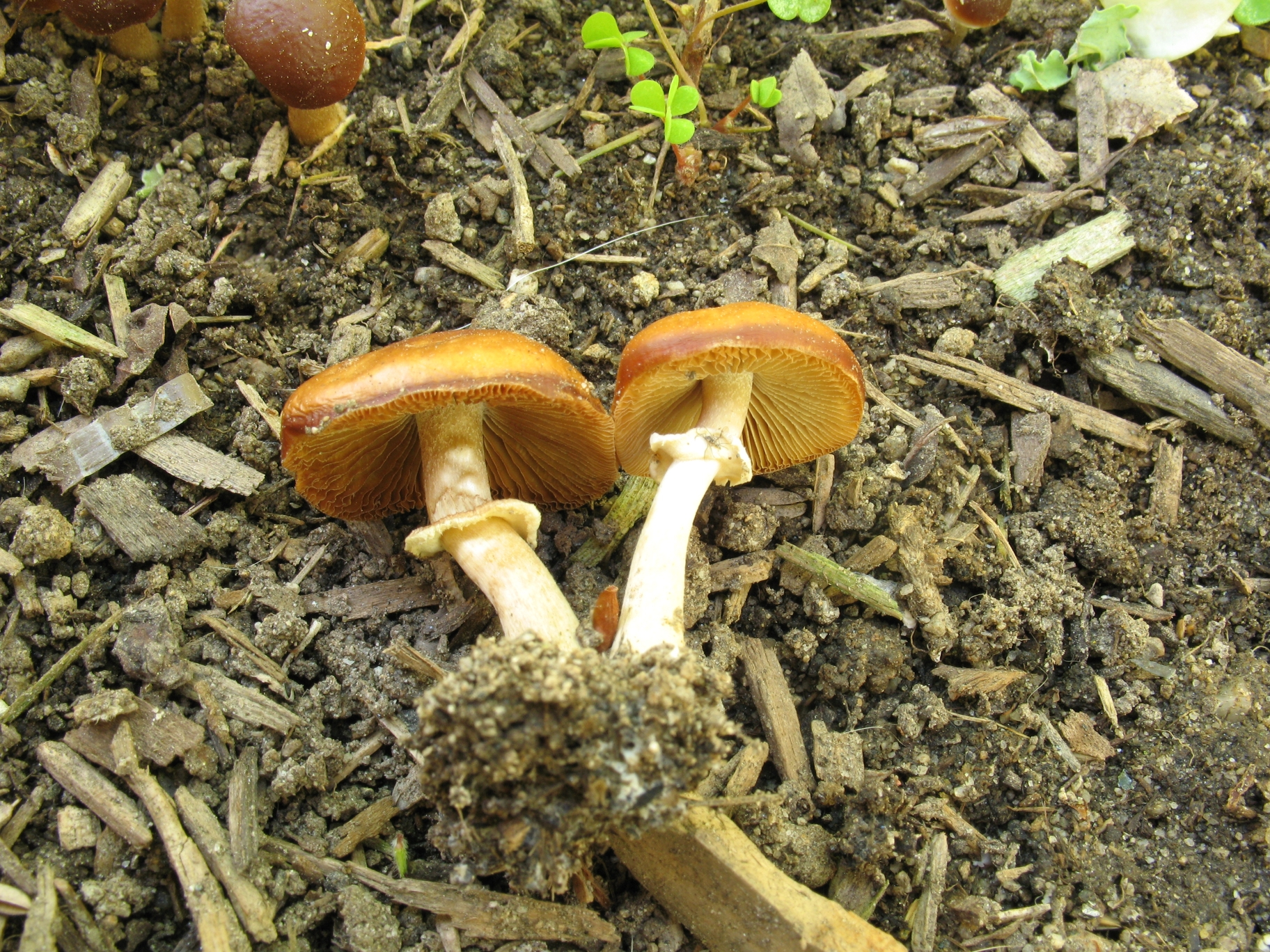
!!!Conocybe filaris sin. Pholiotina filaris!!!
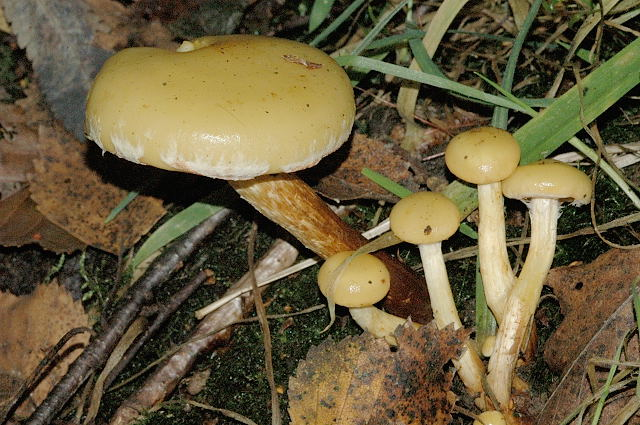
Flammula alnicola sin. Pholiota alnicola
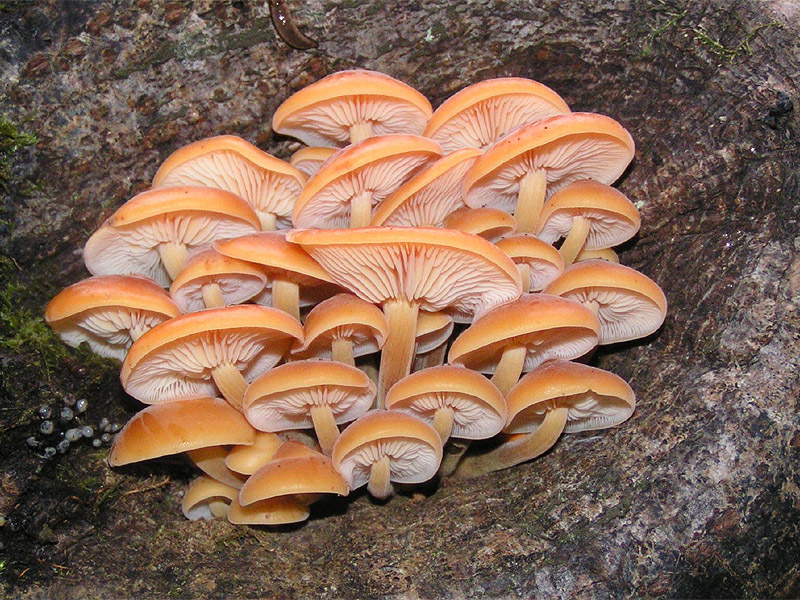
Flammulina velutipes
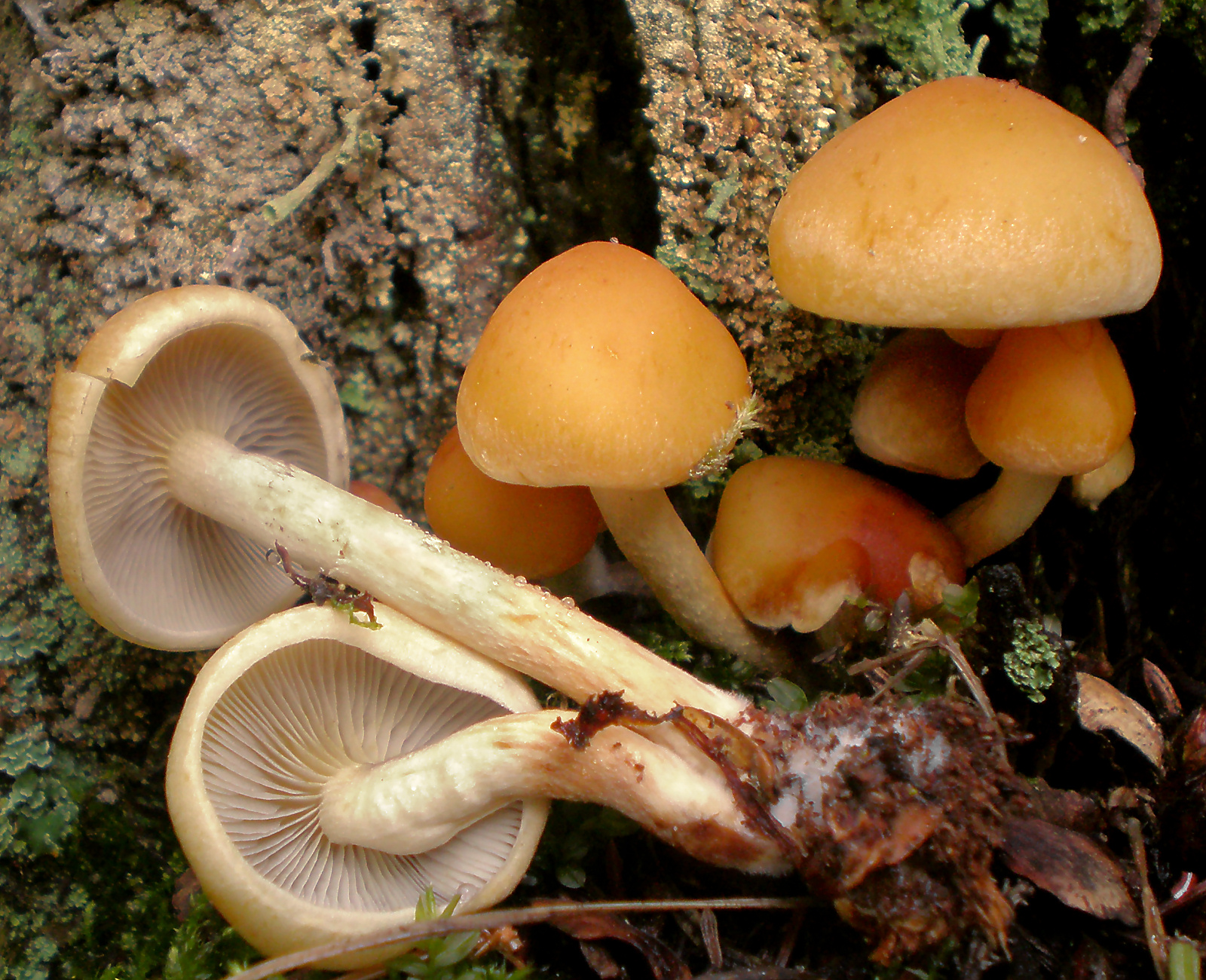
Hypholoma capnoides
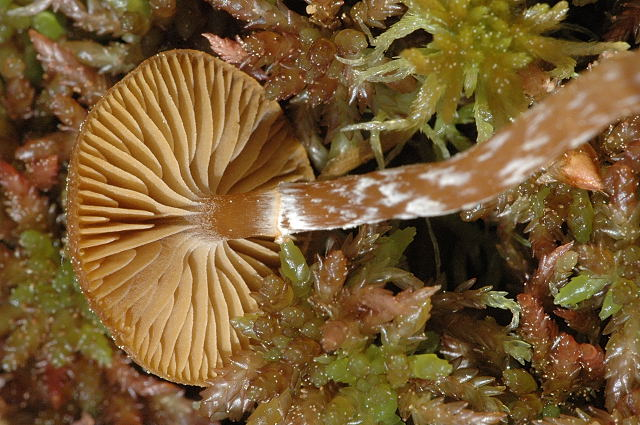
Galerina paludosa
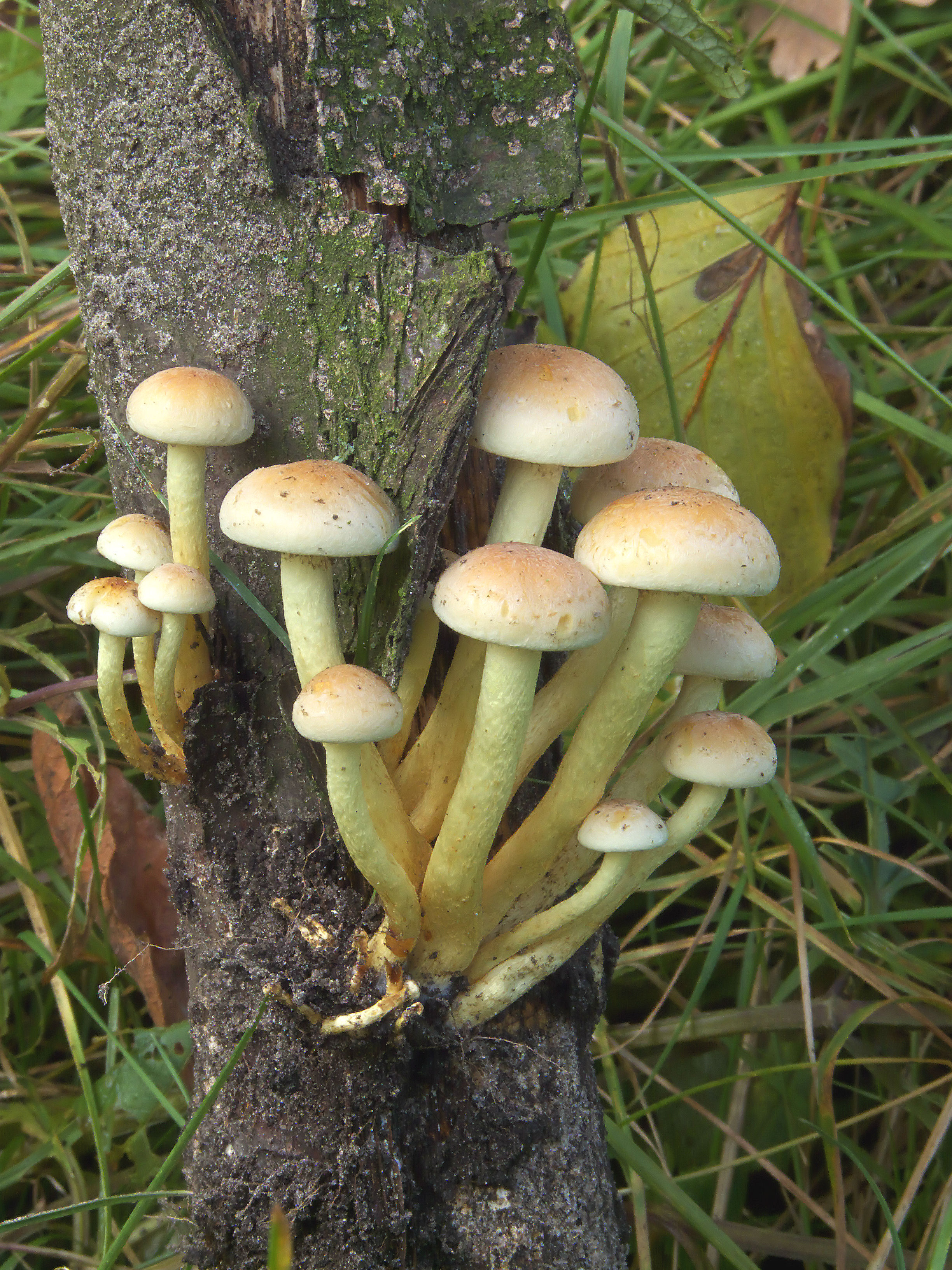
Hypholoma fasciculare

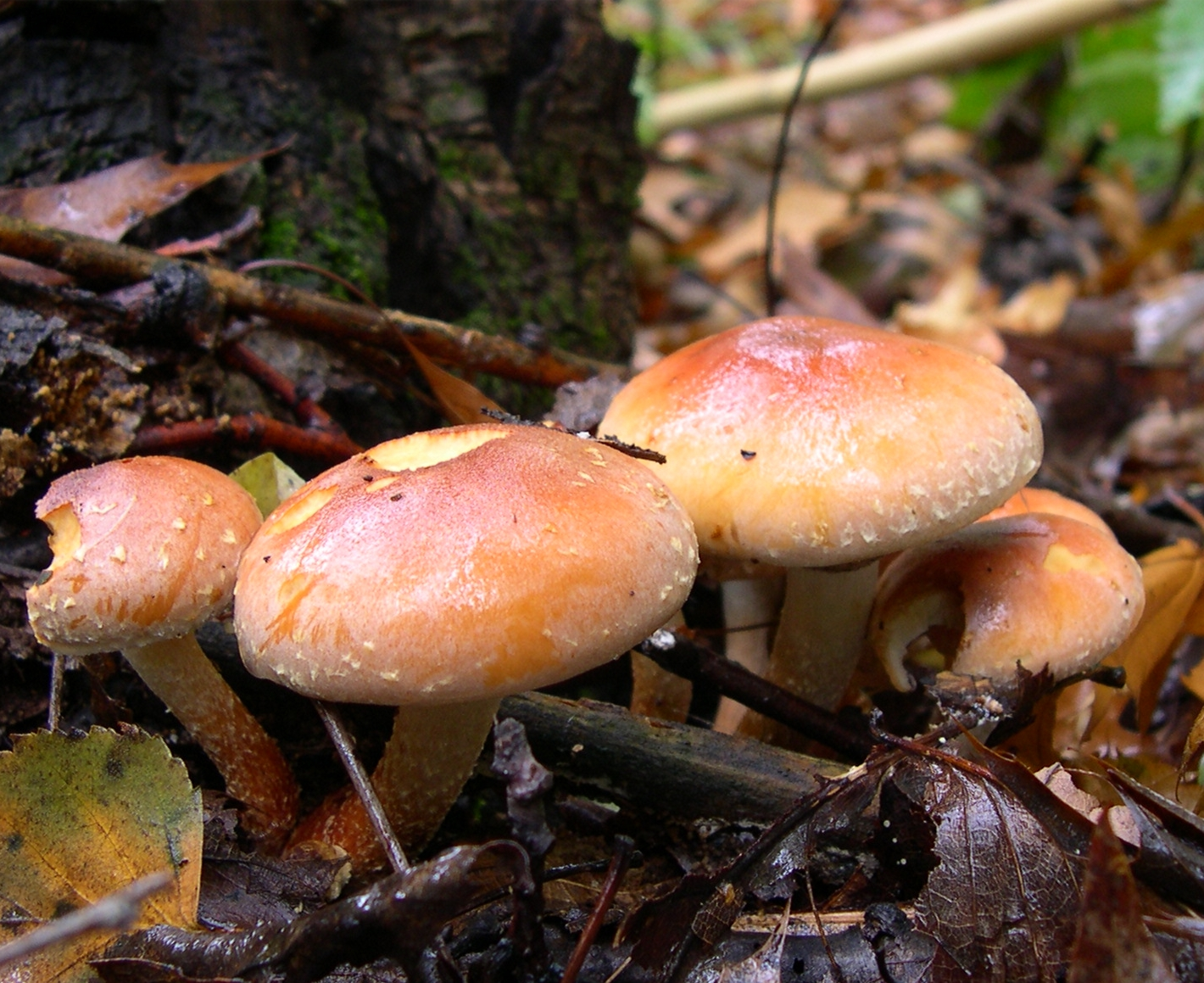
Hypholoma lateritium
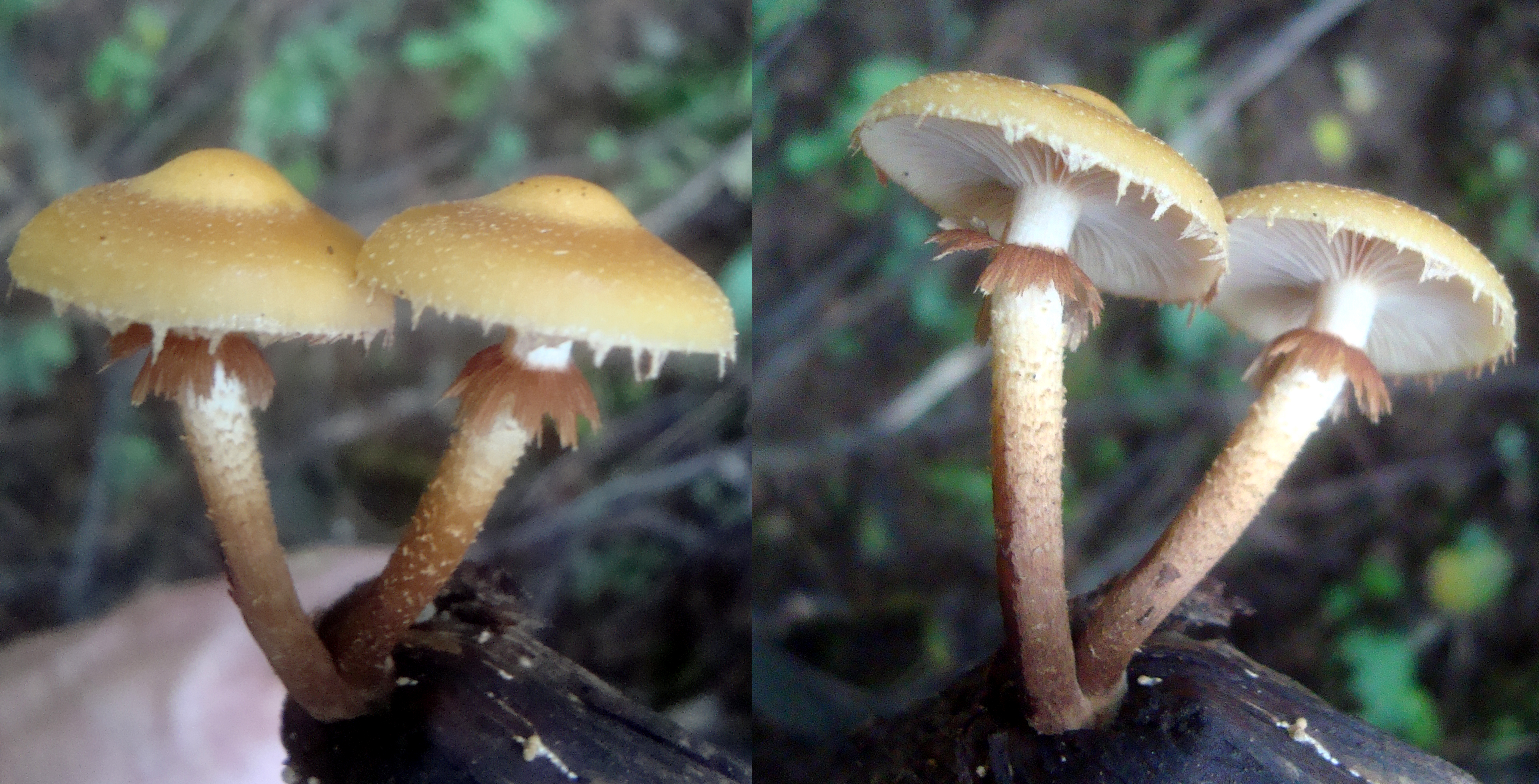
Kuehneromyces mutabilis
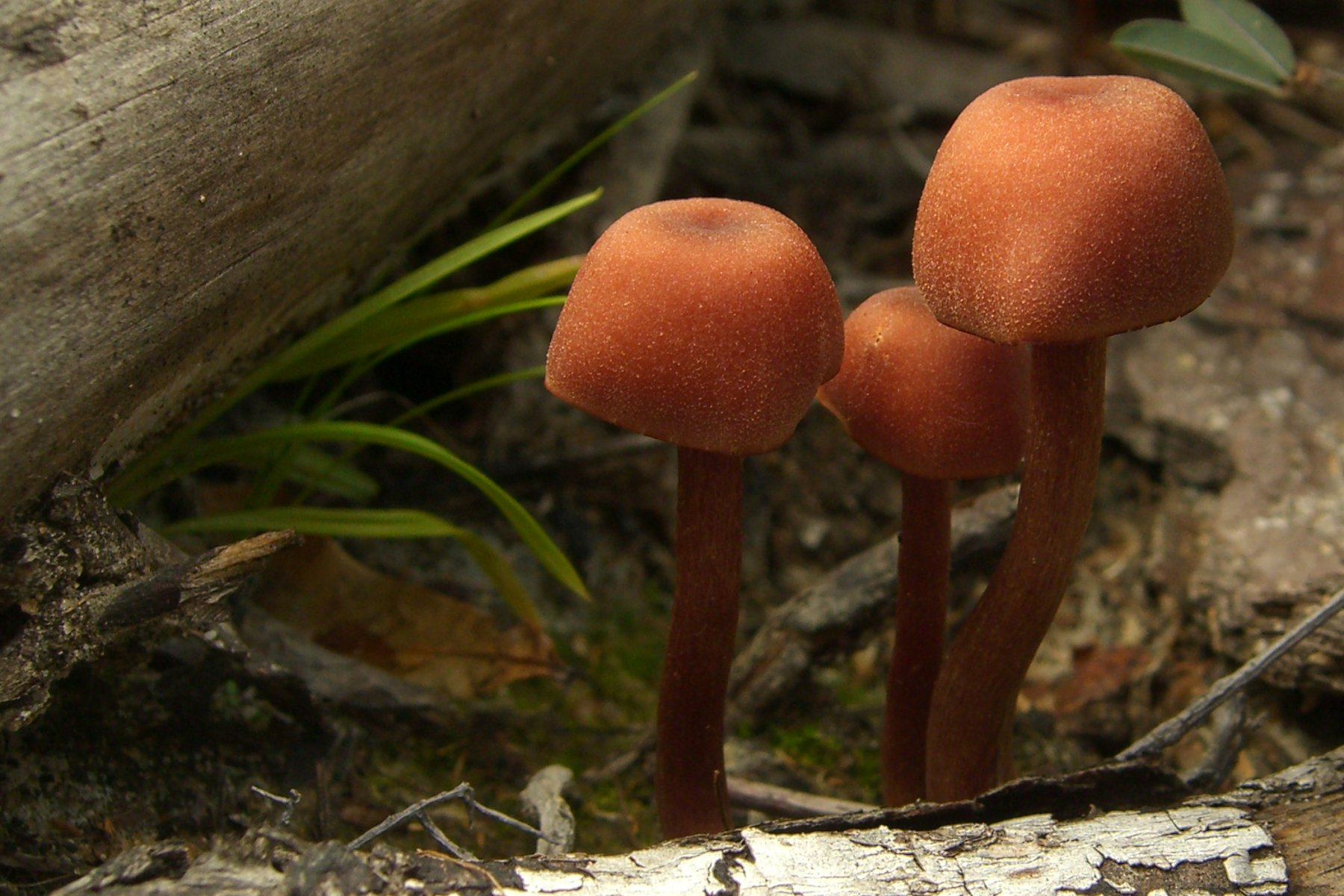
Laccaria proxima
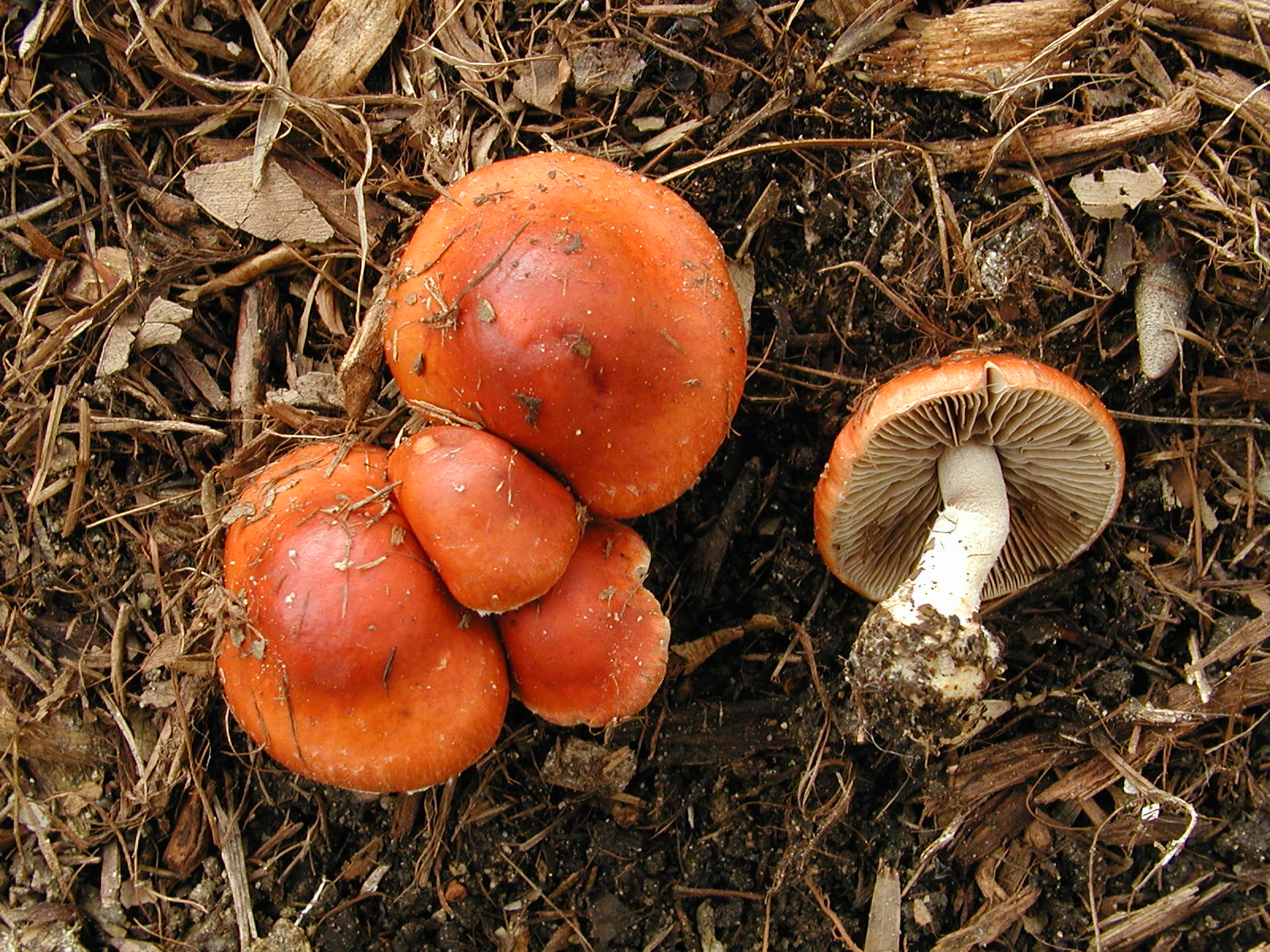
Stropharia aurantiaca
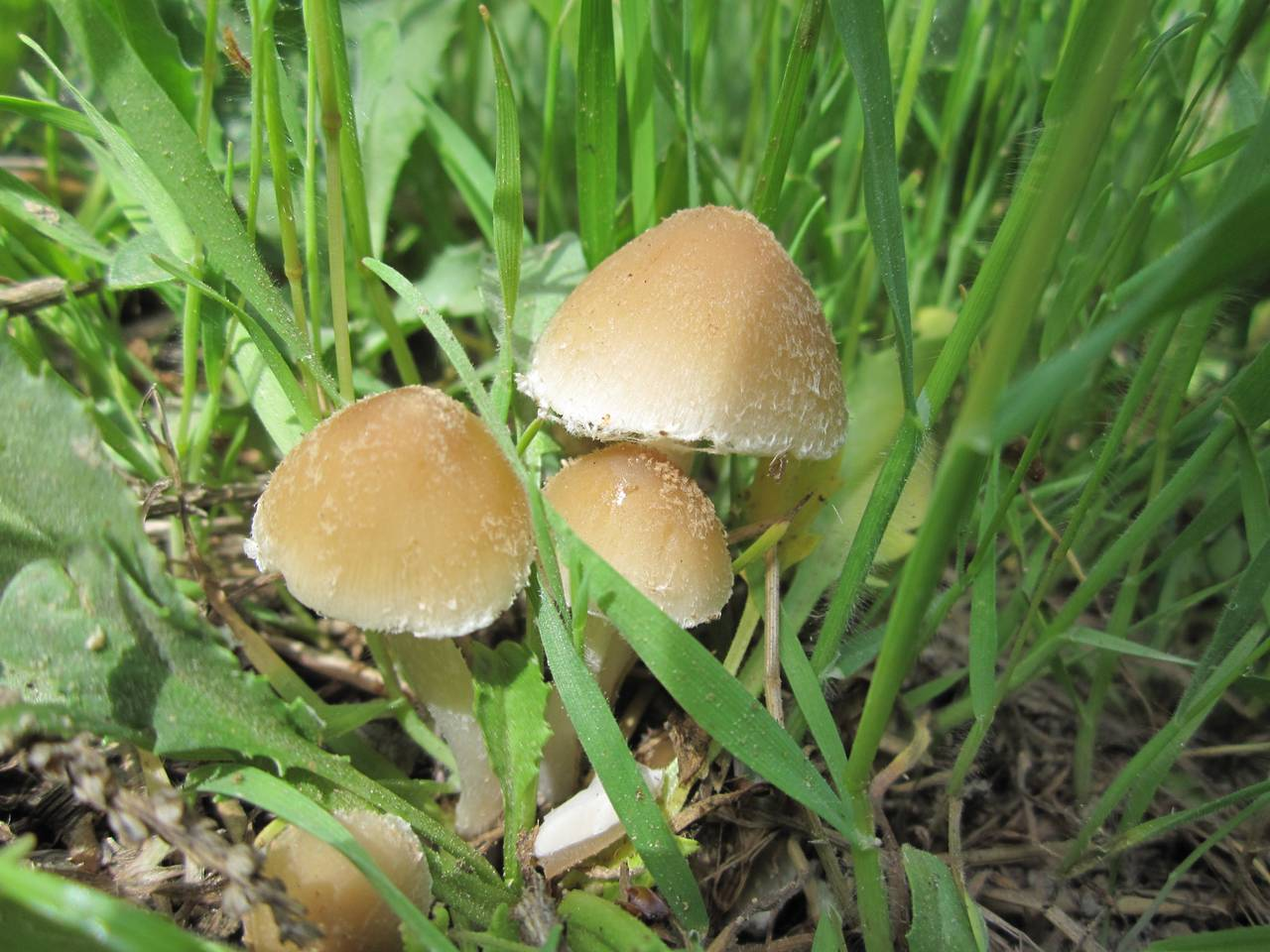
Psathyrella candolleana
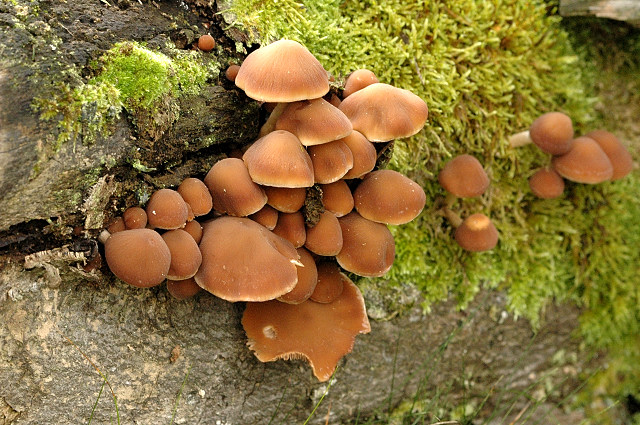
Psathyrella piluliformis